# Katharina Althaus
Katharina Althaus (Oberstdorf, 23 maggio 1996) è una saltatrice con gli sci tedesca.
Dalla stagione 2023-2023 ha assunto il cognome del coniuge e si è iscritta alle gare come Katharina Schmid; è sorella di Daniel e di Felix, a loro volta saltatori con gli sci di livello internazionale.

## Biografia

### Stagioni 2009-2013
Ha debuttato a livello internazionale il 10 agosto 2008 a Bischofsgrün in Coppa Continentale, giungendo 47ª. Il 22 luglio 2011, giungendo terza a Zakopane, è salita per la prima volta sul podio in una gara della massima competizione femminile di salto prima dell'istituzione della Coppa del Mondo nella stagione 2012.
Ha preso parte alla gara d'esordio assoluto della Coppa del Mondo a livello femminile, il 3 dicembre 2011 a Lillehammer, terminando in trentatreesima posizione; l'anno successivo ha conquistato la medaglia d'argento dal trampolino normale e quella d'oro nella gara a squadre ai I Giochi olimpici giovanili invernali di Innsbruck e nella stessa stagione, ai Mondiali juniores di Erzurum, ha vinto la medaglia di bronzo nella prova a squadre. Nel 2013 è salita nuovamente sul podio nella prova a squadre ai Mondiali juniores di Liberec cogliendo la medaglia d'argento e ha preso parte ai Mondiali in Val di Fiemme concludendo la gara dal trampolino normale al 32º posto.

### Stagioni 2014-2025
Nella stagione 2014 ha partecipato ai XXII Giochi olimpici invernali di Soči 2014 chiudendo in ventitreesima posizione l'unica gara in programma, quella dal trampolino normale. Ai Mondiali di Falun 2015 ha vinto la medaglia d'oro nella gara a squadre mista e si è classificata 17ª dal trampolino normale. Il 15 gennaio 2017 a Sapporo ha conquistato il primo podio in Coppa del Mondo (3ª) e il 12 febbraio successivo la prima vittoria, a Ljubno; ai successivi Mondiali di Lahti 2017 si è classificata 8ª nel trampolino normale.
Ai XXIII Giochi olimpici invernali di Pyeongchang 2018 ha vinto la medaglia d'argento nel trampolino normale. Ai Mondiali di Seefeld in Tirol 2019 ha vinto la medaglia d'oro nella gara a squadre e nella gara a squadre mista e quella d'argento nel trampolino normale e quell'anno in Coppa del Mondo è stata 2ª in classifica generale, superata dalla vincitrice Maren Lundby di 416 punti. Ai Mondiali di Oberstdorf 2021 ha vinto la medaglia d'oro nella gara a squadre mista e si è classificata 10ª nel trampolino normale, 12ª nel trampolino lungo e 5ª nella gara a squadre.
Ai XXIV Giochi olimpici invernali di Pechino 2022 ha vinto nuovamente la medaglia d'argento nel trampolino normale e si è piazzata 9ª nella gara a squadre mista. Ai Mondiali di Planica 2023 ha vinto la medaglia d'oro nel trampolino normale, nella gara a squadre e nella gara a squadre mista e il bronzo nel trampolino lungo e a quelli di Trondheim 2025 ha vinto la medaglia di bronzo nella gara a squadre ed è stata 19ª nel trampolino normale, 19ª nel trampolino lungo e 4ª nella gara a squadre mista.

## Palmarès

### Olimpiadi
- 2 medaglie:
  - 2 argenti (trampolino normale a Pyeongchang 2018; trampolino normale a Pechino 2022)

### Mondiali
- 10 medaglie:
  - 7 ori (gara a squadre mista a Falun 2015; gara a squadre, gara a squadre mista a Seefeld in Tirol 2019; gara a squadre mista a Oberstdorf 2021; trampolino normale, gara a squadre, gara a squadre mista a Planica 2023)
  - 1 argento (trampolino normale a Seefeld in Tirol 2019)
  - 2 bronzi (trampolino lungo a Planica 2023; gara a squadre a Trondheim 2025)

### Olimpiadi giovanili
- 2 medaglie:
  - 1 oro (gara a squadre mista a Innsbruck 2012)
  - 1 argento (trampolino normale a Innsbruck 2012)

### Mondiali juniores
- 2 medaglie:
  - 1 argento (gara a squadre a Liberec 2013)
  - 1 bronzo (gara a squadre a Erzurum 2012)

### Coppa del Mondo
- Miglior piazzamento in classifica generale: 2ª nel 2019 e nel 2023
- 67 podi (59 individuali, 8 a squadre):
  - 22 vittorie (19 individuali, 3 a squadre)
  - 23 secondi posti (individuali)
  - 22 terzi posti (17 individuali, 5 a squadre)

#### Coppa del Mondo - vittorie
| Data             | Località         | Nazione  | Trampolino                                                                  |
| ---------------- | ---------------- | -------- | --------------------------------------------------------------------------- |
| 12 febbraio 2017 | Ljubno           | Slovenia | Logarska dolina HS95                                                        |
| 2 dicembre 2017  | Lillehammer      | Norvegia | Lysgårdsbakken HS98                                                         |
| 3 dicembre 2017  | Lillehammer      | Norvegia | Lysgårdsbakken HS138                                                        |
| 3 marzo 2018     | Râșnov           | Romania  | Valea Cărbunării HS100                                                      |
| 2 dicembre 2018  | Lillehammer      | Norvegia | Lysgårdsbakken HS140                                                        |
| 15 dicembre 2018 | Prémanon         | Francia  | Les Tuffes HS90                                                             |
| 16 dicembre 2018 | Prémanon         | Francia  | Les Tuffes HS90                                                             |
| 19 gennaio 2019  | Zaō              | Giappone | Yamagata HS102 (con Juliane Seyfarth, Ramona Straub e Carina Vogt)          |
| 9 febbraio 2019  | Ljubno           | Slovenia | Logarska dolina HS95 (con Carina Vogt, Anna Rupprecht e Juliane Seyfarth)   |
| 4 dicembre 2021  | Lillehammer      | Norvegia | Lysgårdsbakken HS98                                                         |
| 3 dicembre 2022  | Lillehammer      | Norvegia | Lysgårdsbakken HS98                                                         |
| 11 dicembre 2022 | Titisee-Neustadt | Germania | Hochfirst HS142                                                             |
| 7 gennaio 2023   | Sapporo          | Giappone | Ōkurayama HS134                                                             |
| 28 gennaio 2023  | Hinterzarten     | Germania | Rothaus HS111                                                               |
| 4 febbraio 2023  | Willingen        | Germania | Mühlenkopf HS147                                                            |
| 17 febbraio 2023 | Râșnov           | Romania  | Valea Cărbunării HS97                                                       |
| 15 marzo 2023    | Lillehammer      | Norvegia | Lysgårdsbakken HS140                                                        |
| 22 novembre 2022 | Lillehammer      | Norvegia | Lysgårdsbakken HS140 (con Selina Freitag, Andreas Wellinger e Pius Paschke) |
| 24 novembre 2024 | Lillehammer      | Norvegia | Lysgårdsbakken HS140                                                        |
| 14 dicembre 2024 | Zhangjiakou      | Cina     | Snow Ruyi HS106                                                             |
| 15 dicembre 2024 | Zhangjiakou      | Cina     | Snow Ruyi HS106                                                             |
| 5 gennaio 2025   | Villaco          | Austria  | Villacher Alpenarena HS98                                                   |